# Élections législatives de 1958 en Loir-et-Cher
Les élections législatives françaises de 1958 se déroulent les 23 et 30 novembre 1958. Dans le département de Loir-et-Cher, trois députés sont à élire dans le cadre de trois circonscriptions.

## Élus
| Circonscription | Député élu             | Parti | Parti |
| --------------- | ---------------------- | ----- | ----- |
| 1re             | André Burlot           |       | MRP   |
| 2e              | Pierre Comte-Offenbach |       | UNR   |
| 3e              | Pierre Mahias          |       | MRP   |

## Système électoral
Pour la première fois depuis 1936, les élections législatives ont lieu au scrutin uninominal majoritaire à deux tours dans des circonscriptions uninominales.
Est élu au premier tour le candidat qui réunit la majorité absolue des suffrages exprimés et un nombre de voix au moins égal au quart (25 %) des électeurs inscrits dans la circonscription. Si aucun des candidats ne satisfait ces conditions, un second tour est organisé entre les candidats ayant réuni un nombre de voix au moins égal à 5 % des suffrages exprimés. Au second tour, le candidat arrivé en tête est déclaré élu.
Le seuil de qualification, basé sur un pourcentage relativement faible des suffrages exprimés, tend à faciliter l'accès au second tour de plus de deux candidats. Les candidats en lice au second tour peuvent ainsi fréquemment être trois, un cas de figure appelé « triangulaire ». Lorsque quatre candidats s'affrontent au second tour, on parle de « quadrangulaire ».

## Résultats

### Résultats à l'échelle du département
| Parti          | Parti                                          | Premier tour | Premier tour | Second tour | Second tour | Sièges |
| Parti          | Parti                                          | Voix         | %            | Voix        | %           | Sièges |
| -------------- | ---------------------------------------------- | ------------ | ------------ | ----------- | ----------- | ------ |
|                | Centre national des indépendants et paysans    | 25 994       | 21,69        | Retrait     | Retrait     | 0      |
|                | Union pour la nouvelle République              | 12 894       | 10,76        | 22 259      | 18,92       | 1      |
|                | Droite parlementaire                           | 38 888       | 32,44        | 22 259      | 18,92       | 1      |
|                |                                                |              |              |             |             |        |
|                | Mouvement républicain populaire                | 27 824       | 23,21        | 42 756      | 36,35       | 2      |
|                | Section française de l'Internationale ouvrière | 23 370       | 19,50        | 20 847      | 17,72       | 0      |
|                | Parti communiste français                      | 22 359       | 18,65        | 22 773      | 19,36       | 0      |
|                | Union et fraternité française                  | 7 419        | 6,19         | 9 003       | 7,65        | 0      |
|                |                                                |              |              |             |             |        |
| Inscrits       | Inscrits                                       | 157 898      | 100,00       | 157 902     | 100,00      | 3      |
| Abstentions    | Abstentions                                    | 33 937       | 21,49        | 36 088      | 22,85       |        |
| Votants        | Votants                                        | 123 961      | 78,51        | 121 814     | 77,15       |        |
| Blancs et nuls | Blancs et nuls                                 | 4 101        | 3,31         | 4 176       | 3,43        |        |
| Exprimés       | Exprimés                                       | 119 860      | 96,69        | 117 638     | 96,57       |        |

### Résultats par circonscription

#### Première circonscription (Blois)
| Candidat       | Candidat         | Parti          | Premier tour | Premier tour | Second tour | Second tour |  |
| Candidat       | Candidat         | Parti          | Voix         | %            | Voix        | %           |  |
| -------------- | ---------------- | -------------- | ------------ | ------------ | ----------- | ----------- |  |
|                | André Burlot élu | MRP            | 15 883       | 38,17        | 27 945      | 73,99       |  |
|                | Robert Bruyneel  | CNIP           | 11 980       | 28,79        | Retrait     | Retrait     |  |
|                | Robert Levasseur | PCF            | 8 206        | 19,72        | 9 826       | 26,01       |  |
|                | Edmond Mounin    | SFIO           | 5 543        | 13,32        | Retrait     | Retrait     |  |
|                |                  |                |              |              |             |             |  |
| Inscrits       | Inscrits         | Inscrits       | 54 986       | 100,00       | 54 970      | 100,00      |  |
| Abstentions    | Abstentions      | Abstentions    | 11 512       | 20,94        | 14 298      | 26,01       |  |
| Votants        | Votants          | Votants        | 43 474       | 79,06        | 40 672      | 73,99       |  |
| Blancs et nuls | Blancs et nuls   | Blancs et nuls | 1 862        | 4,28         | 2 901       | 7,13        |  |
| Exprimés       | Exprimés         | Exprimés       | 41 612       | 95,72        | 37 771      | 92,87       |  |

#### Deuxième circonscription (Romorantin-Lanthenay)
| Candidat       | Candidat                   | Parti          | Premier tour | Premier tour | Second tour | Second tour |  |
| Candidat       | Candidat                   | Parti          | Voix         | %            | Voix        | %           |  |
| -------------- | -------------------------- | -------------- | ------------ | ------------ | ----------- | ----------- |  |
|                | Pierre Comte-Offenbach élu | UNR            | 10 157       | 24,74        | 22 259      | 53,92       |  |
|                | Kléber Loustau             | SFIO           | 10 061       | 24,51        | 11 047      | 26,76       |  |
|                | Georges Daudu              | CNIP           | 8 473        | 20,64        | Retrait     | Retrait     |  |
|                | Bernard Paumier            | PCF            | 8 404        | 20,47        | 7 973       | 19,31       |  |
|                | Antoine de Briey           | MRP            | 3 954        | 9,63         | Retrait     | Retrait     |  |
|                |                            |                |              |              |             |             |  |
| Inscrits       | Inscrits                   | Inscrits       | 53 359       | 100,00       | 53 353      | 100,00      |  |
| Abstentions    | Abstentions                | Abstentions    | 11 217       | 21,02        | 11 390      | 21,35       |  |
| Votants        | Votants                    | Votants        | 42 142       | 78,98        | 41 963      | 78,65       |  |
| Blancs et nuls | Blancs et nuls             | Blancs et nuls | 1 093        | 2,59         | 684         | 1,63        |  |
| Exprimés       | Exprimés                   | Exprimés       | 41 049       | 97,41        | 41 279      | 98,37       |  |

#### Troisième circonscription (Vendôme)
| Candidat       | Candidat                   | Parti          | Premier tour | Premier tour | Second tour | Second tour |  |
| Candidat       | Candidat                   | Parti          | Voix         | %            | Voix        | %           |  |
| -------------- | -------------------------- | -------------- | ------------ | ------------ | ----------- | ----------- |  |
|                | Pierre Mahias élu          | MRP            | 7 987        | 21,47        | 14 811      | 38,38       |  |
|                | Gérard Yvon                | SFIO           | 7 766        | 20,88        | 9 800       | 25,4        |  |
|                | Robert Pesquet             | UFF            | 7 419        | 19,94        | 9 003       | 23,33       |  |
|                | Raymond Hamel              | PCF            | 5 749        | 15,45        | 4 974       | 12,89       |  |
|                | Pierre Denis               | CNIP           | 5 541        | 14,9         | Retrait     | Retrait     |  |
|                | Guillaume-Charles Desanges | UNR            | 2 737        | 7,36         | Retrait     | Retrait     |  |
|                |                            |                |              |              |             |             |  |
| Inscrits       | Inscrits                   | Inscrits       | 49 553       | 100,00       | 49 579      | 100,00      |  |
| Abstentions    | Abstentions                | Abstentions    | 11 208       | 22,62        | 10 400      | 20,98       |  |
| Votants        | Votants                    | Votants        | 38 345       | 77,38        | 39 179      | 79,02       |  |
| Blancs et nuls | Blancs et nuls             | Blancs et nuls | 1 146        | 2,99         | 591         | 1,51        |  |
| Exprimés       | Exprimés                   | Exprimés       | 37 199       | 97,01        | 38 588      | 98,49       |  |